# Tử hình ở Kazakhstan
Hình phạt tử hình ở Kazakhstan đã được bãi bỏ đối với các tội phạm thông thường, nhưng vẫn được phép đối với các tội phạm xảy ra trong các trường hợp đặc biệt (như tội ác chiến tranh). Kazakhstan, Nga và Belarus là những quốc gia châu Âu duy nhất không bãi bỏ hình phạt tử hình đối với tất cả các tội phạm (Nga vẫn giữ nguyên luật, nhưng thực tế đã bãi bỏ nó thông qua một lệnh cấm. Ngoài các tội ác chiến tranh, Belarus cũng giữ nguyên án tử hình đối với các tội phạm thông thường và thừong tích cực sử dụng nó). Phương pháp thực hiện hợp pháp ở Kazakhstan là bắn, cụ thể là bắn một phát vào phía sau đầu.
Kazakhstan không phải là thành viên của Hội đồng Châu Âu (vì nhóm này cấm sử dụng hình phạt tử hình).
Vụ hành quyết cuối cùng được biết đến ở Kazakhstan diễn ra vào năm 2003, khi 17 người đàn ông bị xử tử bằng cách nổ súng từ tháng 5 đến tháng 11 năm đó.
Vào ngày 17 tháng 12 năm 2003, Tổng thống Nurseult Nazarbayev đã đưa ra một lệnh cấm đối với các vụ hành quyết, và sau đó đã tuyên án tử hình của khoảng 40 tù nhân đến chung thân thay vì tử hình. Năm 2007, Kazakhstan đã sửa đổi Hiến pháp, bãi bỏ án tử hình cho tất cả các tội ác ngoại trừ các hành vi khủng bố gây mất mạng người và các tội ác đặc biệt nghiêm trọng đã gây ra trong thời chiến.
Tổ chức Ân xá Quốc tế xếp Kazakhstan là "Chủ nghĩa bãi bỏ chỉ dành cho tội phạm thông thường". Ngoài ra, phụ nữ không thể bị kết án tử hình theo luật Kazakhstan.
Kể từ khi lệnh cấm được thiết lập, sáu người đã bị kết án tử hình ở Kazakhstan. Tất cả trừ một người đã bị kết án tử hình, còn lại đã được giảm xuống chung thân

## Án tử hình đáng chú ý kể từ năm 2003
Năm 2006, cựu sĩ quan cảnh sát Rustam Ibragimov đã bị kết án tử hình vì chủ mưu vụ ám sát chính trị gia nổi tiếng Altynbek Sarsenbayuly. Năm 2014, bản án tử hình của Ibragimov đã được giảm xuống án tù chung thân. Cho đến năm 2016, Ibragimov là người cuối cùng nhận án tử hình ở Kazakhstan.
Vào tháng 11 năm 2016, một tòa án ở Kazakhstan đã kết án kẻ giết người hàng loạt Ruslan Kulikbayev tử hình vì tội khủng bố sau khi anh ta bị kết án giết mười người (bao gồm 8 cảnh sát) trong một vụ tấn công bắn vào cảnh sát ở Almaty. Kulikbayev hiện là người duy nhất chịu án tử hình ở Kazakhstan. mà không nhận được khoan hồng